# 아데캄비 올루파데
아데캄비 올루파데(프랑스어: Adékambi Olufadé, 1980년 1월 7일 ~ )는 나이지리아 혈통을 가진 토고의 전 축구 선수로, 포지션은 공격수이다.
기니, 벨기에, 프랑스, 카타르, 아랍에미리트 등 여러 국가에서 활약하며 다양한 리그 경험을 쌓았다. 특히 벨기에 프로 리그에서 눈에 띄는 활약을 펼쳤으며, 리그 1에서도 출전 기록을 남겼다. 뛰어난 공격력과 경기 운영 능력으로 팀에서 중추적인 역할을 수행했다.
그는 토고 국가대표팀의 주축 선수로 활약했으며, 특히 2006년 FIFA 월드컵에 참가하여 토고 역사상 첫 FIFA 월드컵 본선 무대를 밟는 데 기여했다.

## 구단 경력
릴에서 UEFA 챔피언스리그에 참가한 그는 데포르티보 라코루냐를 상대로 결정적인 골을 기록했다.
3년이 넘는 기간 동안 그는 벨기에 클럽 헨트에서 70경기에 출전해 33골을 넣었으며, 특히 2006-2007년 시즌 첫 기간 동안 15골을 기록했다.
2010년 7월, 선수와 헨트 구단은 상호 합의하에 계약을 종료하기로 결정했고, 곧바로 그는 2003-2004년 시즌에 이미 활약했던 스포르팅 샤를루아로 복귀했다.

## 국가대표팀 경력
올루파데는 1997년 토고 국가대표팀에 처음 발탁되었으며, 약 13년간 국가대표팀의 공격수로 활약했다. 그는 총 39경기에 출전해 9골을 기록한 것으로 알려져 있다.
그는 2002년과 2006년 아프리카 네이션스컵 본선에 출전하였으며, 특히 독일에서 열린 2006년 FIFA 월드컵에서는 토고 국가대표팀의 역사적인 첫 FIFA 월드컵 본선 멤버로 이름을 올렸다. 이 대회에서 그는 조별 리그 마지막 경기인 프랑스와의 경기에서 교체 출전하여 약 30분간 활약하였으나, 팀은 0–2로 패하였다.